# CTVT

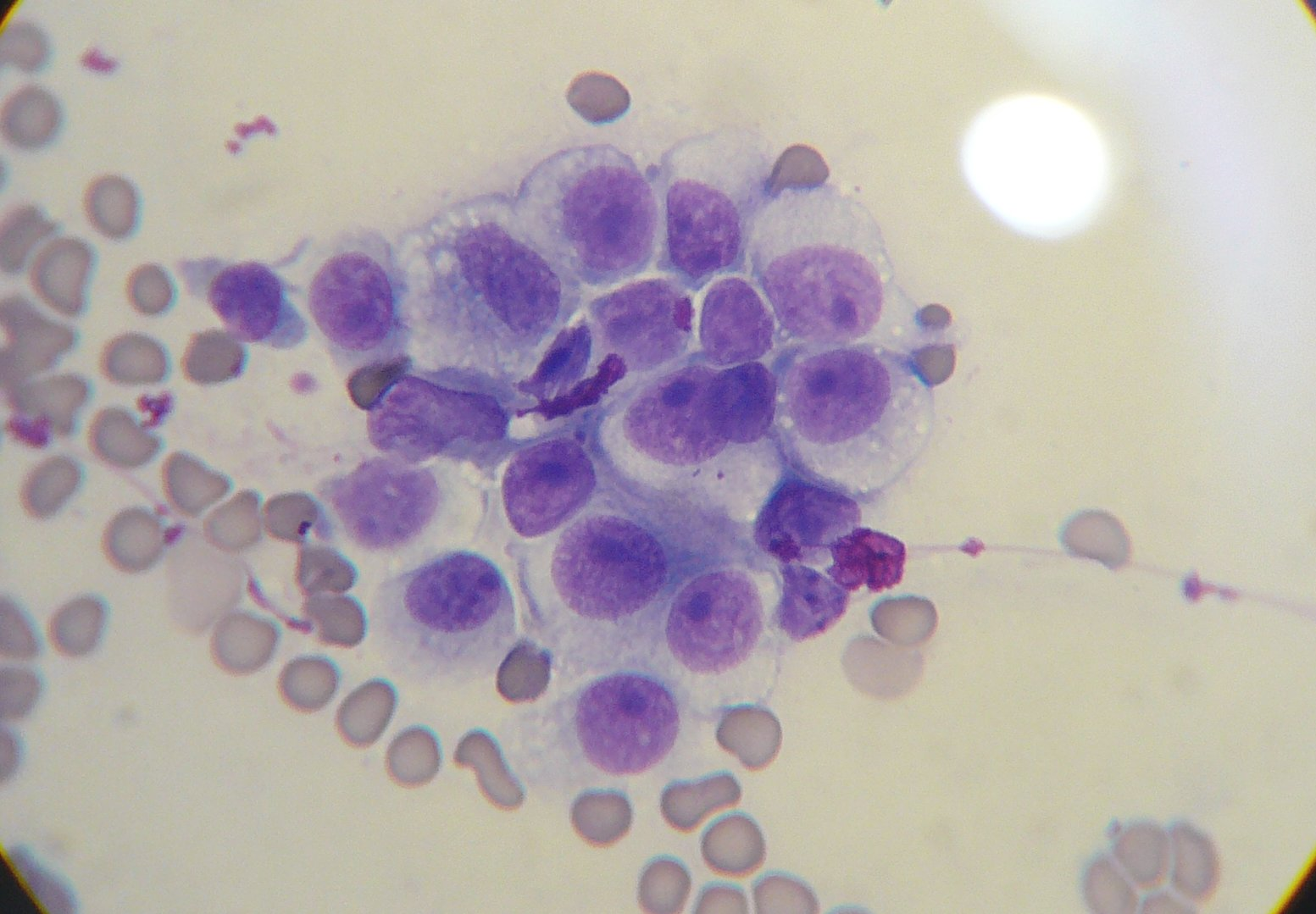
Cytologia CTVT

CTVT (ang. canine transmissible venereal tumor (CTVT), mięsak Stickera, a także transmissible venereal tumor (TVT) – zakaźny psi guz weneryczny, "mięsak zakaźny") – zakaźny nowotwór psów, który zajmuje główne zewnętrzne narządy płciowe. 

## Odkrycie
"Psi nowotwór" został opisany przez rosyjskiego lekarza weterynarii M. A. Novinsky'ego (1841-1914) w 1876, gdy zademonstrował, że guz nowotworowy może być przeniesiony z jednego psa na drugiego poprzez lizanie.

## Objawy
Ten nowotwór jest przenoszony z jednego zwierzęcia na drugie w trakcie kopulacji, lizania lub dotykania guza.
U psów zajmuje prącie lub napletek, a u suk pochwę lub wargi sromowe. Rzadko może być zajęta kufa albo nos. Nowotwór często ma wygląd kalafiorowaty. Guz rzadko tworzy przerzuty. Do postawienia diagnozy wymagana jest biopsja. W tym typie guza chemioterapia jest bardzo efektywna, a po chirurgicznym usunięciu często występują wznowy. Rokowanie na całkowitą remisję jest bardzo wysokie. Po zdobyciu żywiciela nowotwór wywołuje wzrost kalafiorowatych guzów wielkości grapefruita, które stopniowo zanikają.
Komórki guza mogą mieć mniej chromosomów niż komórki normalne. Komórki psa mają zwykle 78 chromosomów; guz TVT - 57–64. Nie ma dowodów, że guz jest wywoływany przez wirusy lub organizmy przypominające wirusy. Wszystkie komórki tego typu nowotworu posiadają bardzo podobny materiał genetyczny, często lub nawet zawsze niezwiązany z DNA gospodarza.  W szczególności element LINE-1 w komórkach nowotworowych jest w innej lokalizacji, niż w normalnym psim DNA.
Początkowo uważano że, podobnie jak w przypadku raka szyjki macicy choroba ta jest wywołana wirusem. Obecnie wiadomo, że komórki nowotworowe odpowiedzialne za CTVT są uważane za nowotwór pasożytniczy. Oszacowano, że linia komórek nowotworowych powstała 200 do 2500 lat temu u wilka, kojota lub starej azjatyckiej rasy psa, jak Siberian Husky lub Shih tzu. Komórki guza same są czynnikiem "zakaźnym".

## Nieśmiertelny pasożyt
Największym problemem transplantologi jest występujące u wszystkich kręgowców odrzucanie przeszczepów wywołane silną odpowiedzią układu immunologicznego na fragment obcej tkanki. Istnieje hipoteza że "psi nowotwór" obszedł częściowo ten jeden z najstarszych, bezwzględnych, ale wyjątkowo skutecznych mechanizmów chroniących organizmu. Komórki guza wytwarzają niewiele białek powierzchniowych, które są wykorzystywane do rozróżniania swój-obcy. Pozwala to na uniknięcie szybkiego wykrycia, jednak układ immunologiczny powoli w ciągu kilku miesięcy stopniowo niszczy nowotwór. Pojedyncze komórki nowotworowe mogą przeżyć dłużej. Ten pasożytniczy mięsak dzięki sprytnemu sposobowi propagowania zamiast być związanym z jednym żywicielem i razem z nim zginąć stał się nowotworem mogącym żyć stulecia.